# Kaligiri
Kaligiri is een bestuurslaag in het regentschap Brebes van de provincie Midden-Java, Indonesië. Kaligiri telt 2982 inwoners (volkstelling 2010).